# بال صهیون
بال صهیون (عبری: כנף ציון، Knaf Tzion) هواپیمای رسمی نخست‌وزیر اسرائیل و رئیس‌جمهوری اسرائیل است که در هنگام بازدیدهای رسمی خود بیرون از مرزهای اسرائیل (تقریباً در ۱۰ پرواز در سال) در خدمت آنها است. این یک هواپیمای مسافربری بوئینگ 767-338ER است که قبلاً متعلق به خطوط هوایی استرالیا و کانتاس بود و در زمان خرید توسط اسرائیل حدود ۲۰ سال عمر داشت. این هواپیما هنوز در حال بهسازی در اسرائیل است و هنوز عملیاتی نیست. در تاریخ ۳ نوامبر ۲۰۱۹، این هواپیما اولین پرواز آزمایشی خود را انجام داد.
بودجه اولیه خرید، تبدیل و به روزرسانی آن ۳۹۳ میلیون شکل (۱۱۵ میلیون دلار) بود که تا زمان پرواز اول با ۵۰ درصد رشد به ۵۸۰ میلیون شکل رسیده بود. پیش‌بینی می‌شود بهره‌برداری از هواپیما سالانه ۴۴٫۶ میلیون شکل برای مودیان هزینه داشته باشد. خرید هواپیمای اختصاصی مورد انتقاد قرار گرفت - خصوصاً پس از آنکه از بودجه اولیه بسیار فراتر رفت - و افتتاح آن چندین بار به تعویق افتاد. در حال حاضر گزارش شده‌است که دفتر نخست‌وزیر بنیامین نتانیاهو دستور زمینگیری هواپیما را صادر کرده‌است، زیرا بیم آن است که انتقاداتی در بحران اقتصادی بزرگ با افزایش بیکاری در نتیجه شیوع ویروس کرونا ایجاد شود.
در ۷ دسامبر ۲۰۲۱، هواپیمای «بال صهیون» که برای پروازهای سران کشورها در نظر گرفته شده بود، پس از ایجاد اختلاف نظر در مورد ضرورت آن و در نتیجه زمین گیر ماندن، تأیید نهایی را دریافت کرد و مراحل ثبت و بازرسی خود را به پایان رساند. سازمان هواپیمایی کشوری اسرائیل با وجود این، طبق گزارش‌ها، نفتالی بنت، نخست‌وزیر جدید هنوز تصمیمی برای استفاده از این هواپیما نداشته‌است.
این هواپیما همچنین در رسانه‌ها با نام "نیروی هوایی اسرائیل ۱"، به نام Air Force One معروف در ایالات متحده آمریکا، شناخته می‌شود.